# Premier League 2019-20
La Premier League 2019-20 fue la vigésimo octava temporada de la máxima división inglesa desde su creación en 1992. El Liverpool se coronó campeón por primera vez en 30 años, asegurando el título con siete jornadas de antelación y finalizando la temporada con 99 puntos.
Un total de 20 equipos participan en la competición, incluyendo 17 equipos de la temporada anterior y 3 ascendidos de la English Football League Championship 2018-19.
La temporada se detuvo durante más de tres meses, luego de que la Premier League decidiera el 13 de marzo de 2020 suspender la liga luego de que varios jugadores y personal de clubes se enfermaran debido a la pandemia de COVID-19. La suspensión inicial; hasta el 4 de abril, se extendió hasta mediados de junio. La temporada regresó con dos partidos el 17 de junio y una fecha completa durante el fin de semana del 19 al 22 de junio.
En esta edición, el Liverpool se consagró campeón (tras la victoria ante el Crystal Palace y la derrota del Manchester City ante el Chelsea, ambos en la fecha 31) después de 30 años tras su última victoria (1990) en la liga inglesa, cuando en ese entonces la competición aún no adoptaba el nombre de Premier League, título que fue el primero que los "Reds" obtuvieron con dicha denominación. Además, en esta edición, el Liverpool estableció 3 récords: fue el primer equipo de la competición y de Europa que clasificó más anticipadamente a la fase de grupos de la Liga de Campeones de la UEFA, con 12 fechas de anticipación; también fue el primer campeón que lideró el torneo desde la segunda fecha hasta el final; así como también fue el campeón más anticipado, con 7 fechas. Cabe señalar que los "Reds" además lograron la segunda mayor puntuación en la historia de la competición (tras el Manchester City, con 100 en 2018) con 99 unidades.
Fue la primera temporada de la Premier League en tener descanso de mitad de temporada en febrero. Se jugaron tres encuentros de una fecha normal de diez el fin de semana del 8 al 9 de febrero de 2020, seis juegos el siguiente fin de semana del 14 al 17 de febrero de 2020 y el décimo juego, Manchester City vs. West Ham United, se reprogramó del 9 de febrero de 2020 al 19 de febrero de 2020 debido a la tormenta Ciara. Los encuentros jugados el mismo día tenían horarios diferentes, de modo que los juegos no se superponían.
En esta temporada se introdujo el sistema de revisión de video asistente de árbitro conocido por las siglas (VAR). También se introdujeron cambios en las reglas que afectan a los retrocesos, penalizaciones, mano y sustituciones.
Esta temporada de la Premier League marca el comienzo de un nuevo contrato televisivo de tres años. Un cambio clave es que se mostrarán ocho partidos en la televisión a las 19:45 los sábados durante toda la temporada, transmitidos por Sky Sports. Además, Amazon transmitió dos jornadas en diciembre, incluido el derbi de Merseyside, siendo la primera vez que una fecha completa de partidos en vivo se transmitió a nivel nacional.
En el caso de que el ganador de la EFL Cup 2019-20, este clasificado para la fase de grupos de la Liga de Campeones por posición en la liga, el lugar otorgado al ganador de la EFL Cup (segunda ronda de clasificación de la Liga Europa) el cupo pasa al sexto equipo ubicado en la liga.

## Equipos participantes

### Ascensos y descensos
| Pos. | Descendidos de Premier League 2018-19 |
| ---- | ------------------------------------- |
| 18.º | Cardiff City                          |
| 19.º | Fulham                                |
| 20.º | Huddersfield Town                     |

| Pos.  | Ascendidos de la Championship 2018-19 |
| ----- | ------------------------------------- |
| 1.º   | Norwich City                          |
| 2.º   | Sheffield United                      |
| Prom. | Aston Villa                           |

### Datos de los equipos
| En el retorno, todos los equipos tras el fin del confinamiento en Reino Unido por el COVID-19, en sus uniformes mostraban los logos de la NHS, en agradeciemiento a los servicios prestados durante la pandemia y otro en contra del racismo, el logo de Black Lives Matter, tras la muerte de George Floyd. |

| Equipo                                         | Ciudad          | Entrenador                | Capitán                   | Estadio                   | Aforo  | Marca        | Patrocinador principal | Patrocinador (Manga izq.) |
| ---------------------------------------------- | --------------- | ------------------------- | ------------------------- | ------------------------- | ------ | ------------ | ---------------------- | ------------------------- |
| Arsenal                                        | Londres         | Mikel Arteta              | Pierre Emerick Aubameyang | Emirates Stadium          | 60 260 | Adidas       | Fly Emirates           | Visit Rwanda              |
| Aston Villa                                    | Birmingham      | Dean Smith                | Jack Grealish             | Villa Park                | 42 790 | Kappa        | W88                    | BR88                      |
| Bournemouth                                    | Bournemouth     | Eddie Howe                | Simon Francis             | Vitality Stadium          | 11 329 | Umbro        | M88                    | M88                       |
| Brighton & Hove Albion                         | Brighton & Hove | Graham Potter             | Lewis Dunk                | Amex Stadium              | 30 666 | Nike         | American Express       | JD                        |
| Burnley                                        | Burnley         | Sean Dyche                | Ben Mee                   | Turf Moor                 | 21 944 | Umbro        | LoveBet                | AstroPay                  |
| Chelsea                                        | Londres         | Frank Lampard             | César Azpilicueta         | Stamford Bridge           | 41 631 | Nike         | Yokohama Tyres         | Hyundai                   |
| Crystal Palace                                 | Londres         | Roy Hodgson               | Luka Milivojević          | Selhurst Park             | 26 047 | Puma         | ManBetX                | Dongqiudi                 |
| Everton                                        | Liverpool       | Carlo Ancelotti           | Séamus Coleman            | Goodison Park             | 39 221 | Umbro        | SportPesa              | Angry Birds               |
| Leicester City                                 | Leicester       | Brendan Rodgers           | Wes Morgan                | King Power Stadium        | 32 312 | Adidas       | King Power             | Bia Saigon                |
| Liverpool                                      | Liverpool       | Jürgen Klopp              | Jordan Henderson          | Anfield                   | 54 074 | New Balance  | Standard Chartered     | Western Union             |
| Manchester City                                | Mánchester      | Pep Guardiola             | David Silva               | Etihad Stadium            | 55 017 | Puma         | Etihad Airways         | Nexen Tire                |
| Manchester United                              | Mánchester      | Ole Gunnar Solskjær       | Harry Maguire             | Old Trafford              | 74 994 | Adidas       | Chevrolet              | Kohler                    |
| Newcastle United                               | Newcastle       | Steve Bruce               | Jamaal Lascelles          | St James' Park            | 52 354 | Puma         | Fun88                  | StormGain                 |
| Norwich City                                   | Norwich         | Daniel Farke              | Grant Hanley              | Carrow Road               | 27 244 | Erreà        | Dafabet                | Best Fiends               |
| Sheffield United                               | Sheffield       | Chris Wilder              | Billy Sharp               | Bramall Lane              | 32 702 | Adidas       | Union Standard Group   | Union Standard Group      |
| Southampton                                    | Southampton     | Ralph Hasenhüttl          | Pierre-Emile Højbjerg     | St Mary's Stadium         | 32 384 | Under Armour | LD Sports              | Virgin Media              |
| Tottenham Hotspur                              | Londres         | José Mourinho             | Hugo Lloris               | Tottenham Hotspur Stadium | 62 062 | Nike         | AIA                    | N/A                       |
| Watford                                        | Watford         | Hayden Mullins (Interino) | Troy Deeney               | Vicarage Road             | 20 400 | Adidas       | Sportsbet.io           | N/A                       |
| West Ham United                                | Londres         | David Moyes               | Mark Noble                | London Stadium            | 60 000 | Umbro        | Betway                 | Basset & Gold             |
| Wolverhampton                                  | Wolverhampton   | Nuno Espírito Santo       | Conor Coady               | Molineux Stadium          | 32 050 | Adidas       | ManBetX                | CoinDeal                  |
| Datos actualizados al 29 de diciembre de 2019. |                 |                           |                           |                           |        |              |                        |                           |

### Cambios de entrenadores
| Equipo                 | Entrenador (Jornadas)          | Fecha de vacante        | Tipo de salida             | Posición en la tabla | Entrenador entrante       | Fecha de nombramiento   |
| ---------------------- | ------------------------------ | ----------------------- | -------------------------- | -------------------- | ------------------------- | ----------------------- |
| Brighton & Hove Albion | Chris Hughton (Pretemporada)   | 13 de mayo de 2019      | Despedido                  | Pretemporada         | Graham Potter             | 20 de mayo de 2019      |
| Chelsea                | Maurizio Sarri (Pretemporada)  | 16 de junio de 2019     | Acuerdo entre ambas partes | Pretemporada         | Frank Lampard             | 4 de julio de 2019      |
| Newcastle United       | Rafa Benítez (Pretemporada)    | 24 de junio de 2019     | Fin de contrato            | Pretemporada         | Steve Bruce               | 17 de julio de 2019     |
| Watford                | Javi Gracia (1-4)              | 7 de septiembre de 2019 | Despedido                  | 20.°                 | Quique Sánchez Flores     | 7 de septiembre de 2019 |
| Tottenham Hotspur      | Mauricio Pochettino (1-12)     | 19 de noviembre de 2019 | Despedido                  | 14.°                 | José Mourinho             | 20 de noviembre de 2019 |
| Arsenal                | Unai Emery (1-13)              | 29 de noviembre de 2019 | Despedido                  | 8.°                  | Fredrik Ljungberg         | 29 de noviembre de 2019 |
| Watford                | Quique Sánchez Flores (5-14)   | 1 de diciembre de 2019  | Despedido                  | 20.°                 | Hayden Mullins (Interino) | 2 de diciembre de 2019  |
| Everton                | Marco Silva (1-15)             | 5 de diciembre de 2019  | Despedido                  | 18.°                 | Duncan Ferguson           | 5 de diciembre de 2019  |
| Watford                | Hayden Mullins (Interino) (15) | 1 de diciembre de 2019  | Fin de interinidad         | 20.°                 | Nigel Pearson             | 6 de diciembre de 2019  |
| Arsenal                | Fredrik Ljungberg              | 20 de diciembre de 2019 | Fin de interinidad         | 10.°                 | Mikel Arteta              | 20 de diciembre de 2019 |
| Everton                | Duncan Ferguson (15-18)        | 21 de diciembre de 2019 | Fin de interinidad         | 16.°                 | Carlo Ancelotti           | 21 de diciembre de 2019 |
| West Ham United        | Manuel Pellegrini (1-19)       | 28 de diciembre de 2019 | Despedido                  | 17.º                 | David Moyes               | 29 de diciembre de 2019 |
| Watford                | Nigel Pearson (16-36)          | 19 de julio de 2020     | Despedido                  | 17.º                 | Hayden Mullins (Interino) | 19 de julio de 2020     |

### Equipos por condado

#### Condados de Inglaterra
| Región                | N.º | Equipos                                                               |
| --------------------- | --- | --------------------------------------------------------------------- |
| Gran Londres          | 5   | Arsenal, Chelsea, Crystal Palace, Tottenham Hotspur y West Ham United |
| Gran Mánchester       | 2   | Manchester City y Manchester United                                   |
| Merseyside            | 2   | Everton y Liverpool                                                   |
| Midlands Occidentales | 2   | Aston Villa y Wolverhampton                                           |
| Dorset                | 1   | Bournemouth                                                           |
| Hampshire             | 1   | Southampton                                                           |
| Hertfordshire         | 1   | Watford                                                               |
| Lancashire            | 1   | Burnley                                                               |
| Leicestershire        | 1   | Leicester City                                                        |
| Norfolk               | 1   | Norwich City                                                          |
| Sussex Oriental       | 1   | Brighton & Hove Albion                                                |
| Tyne y Wear           | 1   | Newcastle United                                                      |
| Yorkshire del Sur     | 1   | Sheffield United                                                      |

## Clasificación
| Pos. | Equipo                 | Pts. | PJ | G  | E  | P  | GF  | GC | Dif. | Clasificación 2020-21                  |
| ---- | ---------------------- | ---- | -- | -- | -- | -- | --- | -- | ---- | -------------------------------------- |
| 1    | Liverpool (C)          | 99   | 38 | 32 | 3  | 3  | 85  | 33 | +52  | Fase de grupos de la Liga de Campeones |
| 2    | Manchester City        | 81   | 38 | 26 | 3  | 9  | 102 | 35 | +67  | Fase de grupos de la Liga de Campeones |
| 3    | Manchester United      | 66   | 38 | 18 | 12 | 8  | 66  | 36 | +30  | Fase de grupos de la Liga de Campeones |
| 4    | Chelsea                | 66   | 38 | 20 | 6  | 12 | 69  | 54 | +15  | Fase de grupos de la Liga de Campeones |
| 5    | Leicester City         | 62   | 38 | 18 | 8  | 12 | 67  | 41 | +26  | Fase de grupos de la Liga Europa       |
| 6    | Tottenham Hotspur      | 59   | 38 | 16 | 11 | 11 | 61  | 47 | +14  | Segunda ronda de la Liga Europa        |
| 7    | Wolverhampton          | 59   | 38 | 15 | 14 | 9  | 51  | 40 | +11  |                                        |
| 8    | Arsenal                | 56   | 38 | 14 | 14 | 10 | 56  | 48 | +8   | Fase de grupos de la Liga Europa       |
| 9    | Sheffield United       | 54   | 38 | 14 | 12 | 12 | 39  | 39 | 0    |                                        |
| 10   | Burnley                | 53   | 38 | 15 | 8  | 15 | 43  | 50 | −7   |                                        |
| 11   | Southampton            | 52   | 38 | 15 | 7  | 16 | 51  | 60 | −9   |                                        |
| 12   | Everton                | 48   | 38 | 13 | 9  | 16 | 44  | 56 | −12  |                                        |
| 13   | Newcastle United       | 44   | 38 | 11 | 11 | 16 | 38  | 58 | −20  |                                        |
| 14   | Crystal Palace         | 43   | 38 | 11 | 10 | 17 | 31  | 50 | −19  |                                        |
| 15   | Brighton & Hove Albion | 41   | 38 | 9  | 14 | 15 | 39  | 54 | −15  |                                        |
| 16   | West Ham United        | 39   | 38 | 10 | 9  | 19 | 49  | 62 | −13  |                                        |
| 17   | Aston Villa            | 35   | 38 | 9  | 8  | 21 | 41  | 67 | −26  |                                        |
| 18   | Bournemouth (D)        | 34   | 38 | 9  | 7  | 22 | 40  | 65 | −25  | Descenso de Categoría                  |
| 19   | Watford (D)            | 34   | 38 | 8  | 10 | 20 | 36  | 64 | −28  | Descenso de Categoría                  |
| 20   | Norwich City (D)       | 21   | 38 | 5  | 6  | 27 | 26  | 75 | −49  | Descenso de Categoría                  |

 Fuente: Premier League
Criterios de clasificación: Puntos · Diferencia de goles · Goles a favor · Play-off
Notas:
1. ↑  Arsenal tiene cupo directo a la Fase de grupos de la Liga Europa por ser campeón de la FA Cup 2019-20.

| Manchester City había sido excluido de competiciones europeas en las dos temporadas siguientes por infringir las normas del Fair-Play Financiero (FFP). Sin embargo, la sanción fue retirada el 13 de julio de 2020 tras un fallo del TAS. |

### Evolución
En medio de la incertidumbre y pide que la temporada se anule en medio de la pandemia, la FA decidió que tanto la Premier League como el Championship terminen sus respectivas campañas, una decisión que finalmente ayudó a Liverpool después de décadas de angustia, intentos fallidos, reconstrucciones de plantel y varios subcampeonatos (1990-91, 2001-02, 2008-09, 2013-14, 2018-19), para ganar su primer título de liga desde 1990, rompiendo su mayor sequía de títulos de máxima categoría en su historia, al tiempo que extiende su racha invicta (59 partidos) en Anfield a una tercera temporada consecutiva. Pese a una sucesión de puntos perdidos en sus juegos restantes, la marca de 99 puntos fue la segunda mayor establecida en la historia de la Premier League. Pese a una temprana eliminación en la Liga de Campeones, Liverpool se coronó campeón de la Supercopa de la UEFA y de la Copa Mundial de Clubes de la FIFA 2019. 
En segundo lugar finalizó el Manchester City, que había recibido grandes propinas como consecuencia de su triplete nacional la temporada anterior. Sin embargo, fue una de las defensas del título más problemáticas en la historia de este club: rápidamente perdió terreno ante el Liverpool y sufriendo derrotas inesperadas tanto de local como de visitante frente al Wolverhampton y a su rival de ciudad Manchester United, una decisión en última instancia atribuida a la incapacidad del club de reemplazar a Vincent Kompany y luego perder a jugadores clave como Leroy Sané y Aymeric Laporte por lesiones a largo plazo. Pese a esto, el Manchester City pudo obtener un título: su quinta Copa de la Liga en siete temporadas tras vencer en la final al Aston Villa. 
En circunstancias similares a la temporada anterior, la batalla por los cuatro primeros puestos restantes se dirimió el último día, y vio al Chelsea y al Manchester United ocupar los dos cupos restantes de Liga de Campeones a costa de Leicester City; La primera temporada del Chelsea bajo su nuevo entrenador y exjugador Frank Lampard resultó en gran medida inconsistente, recibiendo muchos más goles que todos los diez primeros ubicados, pero lograron una cantidad suficiente de triunfos para garantizar una plaza en la máxima competición futbolística europea. Por su parte, el año 2020 resultó ser decepcionante para el Leicester, quien terminó por perder su lugar en la mencionada competencia después de estar entre los 4 primeros lugares desde la fecha 6. En la última jornada, en un duelo mano a mano por el mencionado cupo contra el Manchester United, perdió de local 0-2. Así, el Manchester United, desde la salida de Alex Ferguson en 2013, logró su segunda mejor ubicación (tras el subcampeonato de 2017-18) que fue un tercer puesto, a pesar de un irregular 2019:  la llegada de varios mediocampistas en el mercado invernal ayudaron a revitalizar al equipo. 
Después de haber tenido problemas para obtener el ascenso y disputar su primera temporada en Premier League desde 2007, el Sheffield United desafió a todas las críticas previas al poder lograr finalizar entre los 10 primeros puestos, y ser una de las vallas menos vencidas del campeonato, logrando incluso pelear por un puesto de competencias europeas que finalmente no se pudo concretar. Esto dio lugar a elogios a su entrenador Chris Wilder, quien tras manifestar su conformidad con lo conseguido esta temporada, confirmó su permanencia en el cargo.
Por su lado, a pesar de romper el récord de la mayor cantidad de finales de FA Cup alcanzadas, el Arsenal tuvo una de sus peores temporadas desde el inicio de la Premier League, con una sucesión de empates y rachas sin victorias en todas las competiciones en la primera mitad de la temporada, rápidamente se dilapidaron las posibilidades de pelear el título de liga o ingresar al Top Four. Esto le costó el puesto a Unai Emery, sin embargo, algunos puntos perdidos por otros clubes de mitad de tabla lograron que el Arsenal pudiera terminar en la mitad superior de la tabla. El Southampton tuvo un inicio de liga desastroso, que incluyó racha sin victorias y fue víctima de sufrir la peor derrota en casa en la historia de la máxima categoría del fútbol inglés: a finales de octubre a manos de Leicester City fue goleado apabullantemente por 0-9; sin embargo, una recuperación a partir de noviembre permitió salir de los puestos de descenso y garantizar la permanencia, logrando una impresionante victoria como local ante el Manchester City incluso.
En la lucha por evadir el descenso, el Norwich City sufrió un desastroso regreso a la Premier League, confirmando su descenso con tres juegos por jugar. Fue una temporada tórrida para los Canarios, que vio al plantel ser golpeado por una extensa crisis de lesiones y no lograr formar un equipo firme. Pese a una sorprendente victoria como local ante el Manchester City en su estadio Carrow Road al principio de la campaña; esto dio una esperanza de poder sobrevivir antes del parón de temporada de marzo, sin embargo el equipo se desplomó tras la reanudación. Los otros dos cupos de descenso se definieron en la última fecha, siendo el último salvado el Aston Villa, tras empatar 1-1 con el West Ham United. La salvación del Aston Villa se dio a expensas del Watford y Bournemouth: los Hornets finalmente descendieron por un comienzo atroz de temporada con solo una única victoria en sus dieciséis juegos iniciales y el despido de tres entrenadores diferentes. El Bournemouth, sufrió el colapso de su equipo a mediados de temporada, descendiendo pese a su victoria 1-3 frente a Everton en la última temporada. Casualmente, los tres descendidos de esta temporada habían sido los 3 equipos ascendidos hace cinco años antes.
| Equipo                 | 1  | 2  | 3  | 4  | 5  | 6  | 7  | 8  | 9  | 10 | 11 | 12 | 13 | 14 | 15 | 16 | 17 | 18 | 19 | 20 | 21 | 22 | 23 | 24 | 25 | 26 | 27 | 28 | 29 | 30 | 31 | 32 | 33 | 34 | 35 | 36 | 37 | 38 |
| Equipo                 |    |    |    |    |    |    |    |    |    |    |    |    |    |    |    |    |    |    |    |    |    |    |    |    |    |    |    |    |    |    |    |    |    |    |    |    |    |    |
| ---------------------- | -- | -- | -- | -- | -- | -- | -- | -- | -- | -- | -- | -- | -- | -- | -- | -- | -- | -- | -- | -- | -- | -- | -- | -- | -- | -- | -- | -- | -- | -- | -- | -- | -- | -- | -- | -- | -- | -- |
| Liverpool              | 3  | 1  | 1  | 1  | 1  | 1  | 1  | 1  | 1  | 1  | 1  | 1  | 1  | 1  | 1  | 1  | 1  | 1  | 1  | 1  | 1  | 1  | 1  | 1  | 1  | 1  | 1  | 1  | 1  | 1  | 1  | 1  | 1  | 1  | 1  | 1  | 1  | 1  |
| Manchester City        | 1  | 3  | 2  | 2  | 2  | 2  | 2  | 2  | 2  | 2  | 2  | 4  | 3  | 3  | 3  | 3  | 3  | 3  | 3  | 3  | 3  | 2  | 2  | 2  | 2  | 2  | 2  | 2  | 2  | 2  | 2  | 2  | 2  | 2  | 2  | 2  | 2  | 2  |
| Manchester United      | 2  | 4  | 5  | 8  | 4  | 8  | 10 | 12 | 14 | 7  | 10 | 7  | 9  | 9  | 6  | 5  | 7  | 8  | 8  | 5  | 5  | 5  | 5  | 5  | 7  | 7  | 5  | 5  | 5  | 5  | 5  | 5  | 5  | 5  | 5  | 5  | 3  | 3  |
| Chelsea                | 19 | 15 | 13 | 11 | 6  | 11 | 7  | 5  | 4  | 4  | 4  | 3  | 4  | 4  | 4  | 4  | 4  | 4  | 4  | 4  | 4  | 4  | 4  | 4  | 4  | 4  | 4  | 4  | 4  | 4  | 4  | 4  | 4  | 3  | 3  | 3  | 4  | 4  |
| Leicester City         | 13 | 12 | 4  | 3  | 5  | 3  | 3  | 4  | 3  | 3  | 3  | 2  | 2  | 2  | 2  | 2  | 2  | 2  | 2  | 2  | 2  | 3  | 3  | 3  | 3  | 3  | 3  | 3  | 3  | 3  | 3  | 3  | 3  | 4  | 4  | 4  | 5  | 5  |
| Tottenham Hotspur      | 6  | 6  | 7  | 9  | 3  | 7  | 6  | 9  | 7  | 11 | 11 | 14 | 10 | 5  | 8  | 7  | 5  | 7  | 6  | 6  | 6  | 8  | 8  | 6  | 5  | 5  | 6  | 7  | 8  | 8  | 7  | 9  | 8  | 9  | 8  | 7  | 7  | 6  |
| Wolverhampton          | 12 | 13 | 15 | 17 | 19 | 19 | 13 | 11 | 13 | 12 | 12 | 8  | 5  | 6  | 5  | 6  | 8  | 6  | 5  | 7  | 7  | 7  | 6  | 7  | 8  | 8  | 8  | 6  | 6  | 6  | 6  | 6  | 6  | 6  | 6  | 6  | 6  | 7  |
| Arsenal                | 7  | 2  | 3  | 5  | 7  | 4  | 4  | 3  | 5  | 5  | 5  | 6  | 8  | 8  | 10 | 9  | 10 | 11 | 11 | 12 | 10 | 10 | 10 | 10 | 10 | 10 | 9  | 10 | 9  | 10 | 9  | 8  | 7  | 8  | 9  | 9  | 10 | 8  |
| Sheffield United       | 8  | 8  | 9  | 10 | 15 | 10 | 12 | 13 | 9  | 8  | 6  | 5  | 6  | 7  | 9  | 8  | 6  | 5  | 7  | 8  | 8  | 6  | 7  | 8  | 6  | 6  | 7  | 8  | 7  | 7  | 8  | 7  | 9  | 7  | 7  | 8  | 8  | 9  |
| Burnley                | 5  | 10 | 6  | 12 | 14 | 9  | 11 | 7  | 8  | 13 | 14 | 10 | 7  | 10 | 12 | 13 | 12 | 10 | 12 | 13 | 15 | 15 | 14 | 13 | 11 | 11 | 10 | 9  | 10 | 11 | 11 | 10 | 10 | 10 | 10 | 10 | 9  | 10 |
| Southampton            | 17 | 19 | 18 | 13 | 10 | 13 | 14 | 17 | 17 | 18 | 18 | 19 | 19 | 18 | 17 | 18 | 18 | 17 | 14 | 15 | 12 | 12 | 13 | 9  | 13 | 12 | 12 | 13 | 14 | 14 | 14 | 14 | 13 | 12 | 12 | 12 | 12 | 11 |
| Everton                | 11 | 9  | 12 | 6  | 11 | 14 | 15 | 18 | 15 | 16 | 17 | 15 | 16 | 17 | 18 | 14 | 16 | 15 | 13 | 10 | 11 | 11 | 11 | 12 | 9  | 9  | 11 | 11 | 12 | 12 | 12 | 11 | 11 | 11 | 11 | 11 | 11 | 12 |
| Newcastle United       | 14 | 18 | 19 | 14 | 18 | 17 | 19 | 16 | 18 | 17 | 15 | 13 | 14 | 14 | 11 | 11 | 11 | 9  | 10 | 11 | 13 | 13 | 12 | 14 | 12 | 13 | 14 | 14 | 13 | 13 | 13 | 13 | 12 | 13 | 13 | 13 | 13 | 13 |
| Crystal Palace         | 10 | 14 | 10 | 4  | 12 | 12 | 9  | 6  | 6  | 6  | 9  | 12 | 13 | 11 | 7  | 10 | 9  | 12 | 9  | 9  | 9  | 9  | 9  | 11 | 14 | 14 | 13 | 12 | 11 | 9  | 10 | 12 | 14 | 14 | 14 | 14 | 14 | 14 |
| Brighton & Hove Albion | 4  | 5  | 8  | 16 | 16 | 15 | 16 | 14 | 16 | 14 | 8  | 11 | 12 | 16 | 13 | 12 | 13 | 13 | 15 | 14 | 14 | 14 | 15 | 15 | 15 | 15 | 15 | 15 | 15 | 15 | 15 | 15 | 15 | 15 | 15 | 16 | 16 | 15 |
| West Ham United        | 20 | 16 | 14 | 7  | 8  | 5  | 5  | 8  | 11 | 10 | 13 | 16 | 17 | 13 | 15 | 16 | 15 | 16 | 17 | 17 | 16 | 16 | 16 | 17 | 18 | 18 | 18 | 16 | 16 | 17 | 17 | 16 | 16 | 16 | 16 | 15 | 15 | 16 |
| Aston Villa            | 15 | 17 | 16 | 18 | 17 | 18 | 18 | 15 | 12 | 15 | 16 | 17 | 15 | 15 | 16 | 17 | 17 | 18 | 18 | 18 | 17 | 18 | 18 | 16 | 17 | 17 | 17 | 19 | 19 | 19 | 19 | 18 | 18 | 19 | 19 | 19 | 17 | 17 |
| Bournemouth            | 9  | 7  | 11 | 15 | 9  | 6  | 8  | 10 | 10 | 9  | 7  | 9  | 11 | 12 | 14 | 15 | 14 | 14 | 16 | 16 | 18 | 19 | 19 | 18 | 16 | 16 | 16 | 18 | 18 | 18 | 18 | 19 | 19 | 18 | 18 | 18 | 19 | 18 |
| Watford                | 18 | 20 | 20 | 20 | 20 | 20 | 20 | 20 | 20 | 20 | 20 | 18 | 20 | 20 | 20 | 20 | 20 | 20 | 19 | 19 | 19 | 17 | 17 | 19 | 19 | 19 | 19 | 17 | 17 | 16 | 16 | 17 | 17 | 17 | 17 | 17 | 18 | 19 |
| Norwich City           | 16 | 11 | 17 | 19 | 13 | 16 | 17 | 19 | 19 | 19 | 19 | 20 | 18 | 19 | 19 | 19 | 19 | 19 | 20 | 20 | 20 | 20 | 20 | 20 | 20 | 20 | 20 | 20 | 20 | 20 | 20 | 20 | 20 | 20 | 20 | 20 | 20 | 20 |

## Resultados
- Los horarios corresponden al huso horario del Reino Unido (Hora de Europa Occidental): UTC+0 en horario estándar y UTC+1 en horario de verano

### Primera vuelta
| Liverpool         | 4 - 1 | Norwich City           | Anfield                   | 9 de agosto  | 20:00 |
| West Ham United   | 0 - 5 | Manchester City        | London Stadium            | 10 de agosto | 12:30 |
| Bournemouth       | 1 - 1 | Sheffield United       | Vitality Stadium          | 10 de agosto | 15:00 |
| Burnley           | 3 - 0 | Southampton            | Turf Moor                 | 10 de agosto | 15:00 |
| Crystal Palace    | 0 - 0 | Everton                | Selhurst Park             | 10 de agosto | 15:00 |
| Watford           | 0 - 3 | Brighton & Hove Albion | Vicarage Road             | 10 de agosto | 15:00 |
| Tottenham         | 3 - 1 | Aston Villa            | Tottenham Hotspur Stadium | 10 de agosto | 17:30 |
| Leicester City    | 0 - 0 | Wolverhampton          | King Power Stadium        | 11 de agosto | 15:00 |
| Newcastle United  | 0 - 1 | Arsenal                | St James' Park            | 11 de agosto | 15:00 |
| Manchester United | 4 - 0 | Chelsea                | Old Trafford              | 11 de agosto | 17:30 |

| Arsenal                | 2 - 1 | Burnley           | Emirates Stadium  | 17 de agosto | 12:30 |
| Aston Villa            | 1 - 2 | Bournemouth       | Villa Park        | 17 de agosto | 15:00 |
| Brighton & Hove Albion | 1 - 1 | West Ham United   | Amex Stadium      | 17 de agosto | 15:00 |
| Everton                | 1 - 0 | Watford           | Goodison Park     | 17 de agosto | 15:00 |
| Norwich City           | 3 - 1 | Newcastle United  | Carrow Road       | 17 de agosto | 15:00 |
| Southampton            | 1 - 2 | Liverpool         | St Mary's Stadium | 17 de agosto | 15:00 |
| Manchester City        | 2 - 2 | Tottenham         | Etihad Stadium    | 17 de agosto | 17:30 |
| Sheffield United       | 1 - 0 | Crystal Palace    | Bramall Lane      | 18 de agosto | 14:00 |
| Chelsea                | 1 - 1 | Leicester City    | Stamford Bridge   | 18 de agosto | 16:30 |
| Wolverhampton          | 1 - 1 | Manchester United | Molineux Stadium  | 19 de agosto | 20:00 |

| Aston Villa            | 2 - 0 | Everton          | Villa Park                | 23 de agosto | 20:00 |
| Norwich City           | 2 - 3 | Chelsea          | Carrow Road               | 24 de agosto | 12:30 |
| Brighton & Hove Albion | 0 - 2 | Southampton      | Amex Stadium              | 24 de agosto | 15:00 |
| Manchester United      | 1 - 2 | Crystal Palace   | Old Trafford              | 24 de agosto | 15:00 |
| Sheffield United       | 1 - 2 | Leicester City   | Bramall Lane              | 24 de agosto | 15:00 |
| Watford                | 1 - 3 | West Ham United  | Vicarage Road             | 24 de agosto | 15:00 |
| Liverpool              | 3 - 1 | Arsenal          | Anfield                   | 24 de agosto | 17:30 |
| Bournemouth            | 1 - 3 | Manchester City  | Vitality Stadium          | 25 de agosto | 14:00 |
| Tottenham Hotspur      | 0 - 1 | Newcastle United | Tottenham Hotspur Stadium | 25 de agosto | 16:30 |
| Wolverhampton          | 1 - 1 | Burnley          | Molineux Stadium          | 25 de agosto | 16:30 |

| Southampton      | 1 - 1 | Manchester United      | St Mary's Stadium  | 31 de agosto    | 12:30 |
| Chelsea          | 2 - 2 | Sheffield United       | Stamford Bridge    | 31 de agosto    | 15:00 |
| Crystal Palace   | 1 - 0 | Aston Villa            | Selhurst Park      | 31 de agosto    | 15:00 |
| Leicester City   | 3 - 1 | Bournemouth            | King Power Stadium | 31 de agosto    | 15:00 |
| Manchester City  | 4 - 0 | Brighton & Hove Albion | Etihad Stadium     | 31 de agosto    | 15:00 |
| Newcastle United | 1 - 1 | Watford                | St James' Park     | 31 de agosto    | 15:00 |
| West Ham United  | 2 - 0 | Norwich City           | London Stadium     | 31 de agosto    | 15:00 |
| Burnley          | 0 - 3 | Liverpool              | Turf Moor          | 31 de agosto    | 17:30 |
| Everton          | 3 - 2 | Wolverhampton          | Goodison Park      | 1 de septiembre | 14:00 |
| Arsenal          | 2 - 2 | Tottenham Hotspur      | Emirates Stadium   | 1 de septiembre | 16:30 |

| Liverpool              | 3 - 1 | Newcastle United | Anfield                   | 14 de septiembre | 12:30 |
| Brighton & Hove Albion | 1 - 1 | Burnley          | Amex Stadium              | 14 de septiembre | 15:00 |
| Manchester United      | 1 - 0 | Leicester City   | Old Trafford              | 14 de septiembre | 15:00 |
| Sheffield United       | 0 - 1 | Southampton      | Bramall Lane              | 14 de septiembre | 15:00 |
| Tottenham Hotspur      | 4 - 0 | Crystal Palace   | Tottenham Hotspur Stadium | 14 de septiembre | 15:00 |
| Wolverhampton          | 2 - 5 | Chelsea          | Molineux Stadium          | 14 de septiembre | 15:00 |
| Norwich City           | 3 - 2 | Manchester City  | Carrow Road               | 14 de septiembre | 17:30 |
| Bournemouth            | 3 - 1 | Everton          | Vitality Stadium          | 15 de septiembre | 14:00 |
| Watford                | 2 - 2 | Arsenal          | Vicarage Road             | 15 de septiembre | 16:30 |
| Aston Villa            | 0 - 0 | West Ham United  | Villa Park                | 16 de septiembre | 20:00 |

| Southampton      | 1 - 3 | Bournemouth            | St Mary's Stadium  | 20 de septiembre | 20:00 |
| Leicester City   | 2 - 1 | Tottenham Hotspur      | King Power Stadium | 21 de septiembre | 12:30 |
| Burnley          | 2 - 0 | Norwich City           | Turf Moor          | 21 de septiembre | 15:00 |
| Everton          | 0 - 2 | Sheffield United       | Goodison Park      | 21 de septiembre | 15:00 |
| Manchester City  | 8 - 0 | Watford                | Etihad Stadium     | 21 de septiembre | 15:00 |
| Newcastle United | 0 - 0 | Brighton & Hove Albion | St James' Park     | 21 de septiembre | 17:30 |
| West Ham United  | 2 - 0 | Manchester United      | London Stadium     | 22 de septiembre | 14:00 |
| Crystal Palace   | 1 - 1 | Wolverhampton          | Selhurst Park      | 22 de septiembre | 15:00 |
| Arsenal          | 3 - 2 | Aston Villa            | Emirates Stadium   | 22 de septiembre | 16:30 |
| Chelsea          | 1 - 2 | Liverpool              | Stamford Bridge    | 22 de septiembre | 16:30 |

| Sheffield United  | 0 - 1 | Liverpool              | Bramall Lane              | 28 de septiembre | 12:30 |
| Aston Villa       | 2 - 2 | Burnley                | Villa Park                | 28 de septiembre | 15:00 |
| Bournemouth       | 2 - 2 | West Ham United        | Vitality Stadium          | 28 de septiembre | 15:00 |
| Chelsea           | 2 - 0 | Brighton & Hove Albion | Stamford Bridge           | 28 de septiembre | 15:00 |
| Crystal Palace    | 2 - 0 | Norwich City           | Selhurst Park             | 28 de septiembre | 15:00 |
| Tottenham Hotspur | 2 - 1 | Southampton            | Tottenham Hotspur Stadium | 28 de septiembre | 15:00 |
| Wolverhampton     | 2 - 0 | Watford                | Molineux Stadium          | 28 de septiembre | 15:00 |
| Everton           | 1 - 3 | Manchester City        | Goodison Park             | 28 de septiembre | 17:30 |
| Leicester City    | 5 - 0 | Newcastle United       | King Power Stadium        | 29 de septiembre | 16:30 |
| Manchester United | 1 - 1 | Arsenal                | Old Trafford              | 30 de septiembre | 20:00 |

| Brighton & Hove Albion | 3 - 0 | Tottenham Hotspur | Amex Stadium      | 5 de octubre | 12:30 |
| Burnley                | 1 - 0 | Everton           | Turf Moor         | 5 de octubre | 15:00 |
| Liverpool              | 2 - 1 | Leicester City    | Anfield           | 5 de octubre | 15:00 |
| Norwich City           | 1 - 5 | Aston Villa       | Carrow Road       | 5 de octubre | 15:00 |
| Watford                | 0 - 0 | Sheffield United  | Vicarage Road     | 5 de octubre | 15:00 |
| West Ham United        | 1 - 2 | Crystal Palace    | London Stadium    | 5 de octubre | 17:30 |
| Arsenal                | 1 - 0 | Bournemouth       | Emirates Stadium  | 6 de octubre | 14:00 |
| Manchester City        | 0 - 2 | Wolverhampton     | Etihad Stadium    | 6 de octubre | 14:00 |
| Southampton            | 1 - 4 | Chelsea           | St Mary's Stadium | 6 de octubre | 14:00 |
| Newcastle United       | 1 - 0 | Manchester United | St James' Park    | 6 de octubre | 16:30 |

| Everton           | 2 - 0 | West Ham United        | Goodison Park             | 19 de octubre | 12:30 |
| Aston Villa       | 2 - 1 | Brighton & Hove Albion | Villa Park                | 19 de octubre | 15:00 |
| Bournemouth       | 0 - 0 | Norwich City           | Vitality Stadium          | 19 de octubre | 15:00 |
| Chelsea           | 1 - 0 | Newcastle United       | Stamford Bridge           | 19 de octubre | 15:00 |
| Leicester City    | 2 - 1 | Burnley                | King Power Stadium        | 19 de octubre | 15:00 |
| Tottenham Hotspur | 1 - 1 | Watford                | Tottenham Hotspur Stadium | 19 de octubre | 15:00 |
| Wolverhampton     | 1 - 1 | Southampton            | Molineux Stadium          | 19 de octubre | 15:00 |
| Crystal Palace    | 0 - 2 | Manchester City        | Selhurst Park             | 19 de octubre | 17:30 |
| Manchester United | 1 - 1 | Liverpool              | Old Trafford              | 20 de octubre | 16:30 |
| Sheffield United  | 1 - 0 | Arsenal                | Bramall Lane              | 21 de octubre | 20:00 |

| Southampton            | 0 - 9 | Leicester City    | St Mary's Stadium | 25 de octubre | 20:00 |
| Manchester City        | 3 - 0 | Aston Villa       | Etihad Stadium    | 26 de octubre | 12:30 |
| Brighton & Hove Albion | 3 - 2 | Everton           | Amex Stadium      | 26 de octubre | 15:00 |
| Watford                | 0 - 0 | Bournemouth       | Vicarage Road     | 26 de octubre | 15:00 |
| West Ham United        | 1 - 1 | Sheffield United  | London Stadium    | 26 de octubre | 15:00 |
| Burnley                | 2 - 4 | Chelsea           | Turf Moor         | 26 de octubre | 17:30 |
| Newcastle United       | 1 - 1 | Wolverhampton     | St James' Park    | 27 de octubre | 14:00 |
| Arsenal                | 2 - 2 | Crystal Palace    | Emirates Stadium  | 27 de octubre | 16:30 |
| Liverpool              | 2 - 1 | Tottenham Hotspur | Anfield           | 27 de octubre | 16:30 |
| Norwich City           | 1 - 3 | Manchester United | Carrow Road       | 27 de octubre | 16:30 |

| Bournemouth            | 1 - 0 | Manchester United | Vitality Stadium | 2 de noviembre | 12:30 |
| Arsenal                | 1 - 1 | Wolverhampton     | Emirates Stadium | 2 de noviembre | 15:00 |
| Aston Villa            | 1 - 2 | Liverpool         | Villa Park       | 2 de noviembre | 15:00 |
| Brighton & Hove Albion | 2 - 0 | Norwich City      | Amex Stadium     | 2 de noviembre | 15:00 |
| Manchester City        | 2 - 1 | Southampton       | Etihad Stadium   | 2 de noviembre | 15:00 |
| Sheffield United       | 3 - 0 | Burnley           | Bramall Lane     | 2 de noviembre | 15:00 |
| West Ham United        | 2 - 3 | Newcastle United  | London Stadium   | 2 de noviembre | 15:00 |
| Watford                | 1 - 2 | Chelsea           | Vicarage Road    | 2 de noviembre | 17:30 |
| Crystal Palace         | 0 - 2 | Leicester City    | Selhurst Park    | 3 de noviembre | 14:00 |
| Everton                | 1 - 1 | Tottenham Hotspur | Goodison Park    | 3 de noviembre | 16:30 |

| Norwich City      | 0 - 2 | Watford                | Carrow Road               | 8 de noviembre  | 20:00 |
| Chelsea           | 2 - 0 | Crystal Palace         | Stamford Bridge           | 9 de noviembre  | 12:30 |
| Burnley           | 3 - 0 | West Ham United        | Turf Moor                 | 9 de noviembre  | 15:00 |
| Newcastle United  | 2 - 1 | Bournemouth            | St James' Park            | 9 de noviembre  | 15:00 |
| Southampton       | 1 - 2 | Everton                | St Mary's Stadium         | 9 de noviembre  | 15:00 |
| Tottenham Hotspur | 1 - 1 | Sheffield United       | Tottenham Hotspur Stadium | 9 de noviembre  | 15:00 |
| Leicester City    | 2 - 0 | Arsenal                | King Power Stadium        | 9 de noviembre  | 17:30 |
| Manchester United | 3 - 1 | Brighton & Hove Albion | Old Trafford              | 10 de noviembre | 14:00 |
| Wolverhampton     | 2 - 1 | Aston Villa            | Molineux Stadium          | 10 de noviembre | 14:00 |
| Liverpool         | 3 - 1 | Manchester City        | Anfield                   | 10 de noviembre | 16:30 |

| West Ham United        | 2 - 3 | Tottenham Hotspur | London Stadium   | 23 de noviembre | 12:30 |
| Arsenal                | 2 - 2 | Southampton       | Emirates Stadium | 23 de noviembre | 15:00 |
| Bournemouth            | 1 - 2 | Wolverhampton     | Vitality Stadium | 23 de noviembre | 15:00 |
| Brighton & Hove Albion | 0 - 2 | Leicester City    | Amex Stadium     | 23 de noviembre | 15:00 |
| Crystal Palace         | 1 - 2 | Liverpool         | Selhurst Park    | 23 de noviembre | 15:00 |
| Everton                | 0 - 2 | Norwich City      | Goodison Park    | 23 de noviembre | 15:00 |
| Watford                | 0 - 3 | Burnley           | Vicarage Road    | 23 de noviembre | 15:00 |
| Manchester City        | 2 - 1 | Chelsea           | Etihad Stadium   | 23 de noviembre | 17:30 |
| Sheffield United       | 3 - 3 | Manchester United | Bramall Lane     | 24 de noviembre | 16:30 |
| Aston Villa            | 2 - 0 | Newcastle United  | Villa Park       | 25 de noviembre | 20:00 |

| Newcastle United  | 2 - 2 | Manchester City        | St James' Park            | 30 de noviembre | 12:30 |
| Burnley           | 0 - 2 | Crystal Palace         | Turf Moor                 | 30 de noviembre | 15:00 |
| Chelsea           | 0 - 1 | West Ham United        | Stamford Bridge           | 30 de noviembre | 15:00 |
| Liverpool         | 2 - 1 | Brighton & Hove Albion | Anfield                   | 30 de noviembre | 15:00 |
| Tottenham Hotspur | 3 - 2 | Bournemouth            | Tottenham Hotspur Stadium | 30 de noviembre | 15:00 |
| Southampton       | 2 - 1 | Watford                | St Mary's Stadium         | 30 de noviembre | 17:30 |
| Norwich City      | 2 - 2 | Arsenal                | Carrow Road               | 1 de diciembre  | 14:00 |
| Wolverhampton     | 1 - 1 | Sheffield United       | Molineux Stadium          | 1 de diciembre  | 14:00 |
| Leicester City    | 2 - 1 | Everton                | King Power Stadium        | 1 de diciembre  | 16:30 |
| Manchester United | 2 - 2 | Aston Villa            | Old Trafford              | 1 de diciembre  | 16:30 |

| Crystal Palace    | 1 - 0 | Bournemouth            | Selhurst Park      | 3 de diciembre | 19:30 |
| Burnley           | 1 - 4 | Manchester City        | Turf Moor          | 3 de diciembre | 20:15 |
| Chelsea           | 2 - 1 | Aston Villa            | Stamford Bridge    | 4 de diciembre | 19:30 |
| Leicester City    | 2 - 0 | Watford                | King Power Stadium | 4 de diciembre | 19:30 |
| Manchester United | 2 - 1 | Tottenham Hotspur      | Old Trafford       | 4 de diciembre | 19:30 |
| Southampton       | 2 - 1 | Norwich City           | St Mary's Stadium  | 4 de diciembre | 19:30 |
| Wolverhampton     | 2 - 0 | West Ham United        | Molineux Stadium   | 4 de diciembre | 19:30 |
| Liverpool         | 5 - 2 | Everton                | Anfield            | 4 de diciembre | 20:15 |
| Sheffield United  | 0 - 2 | Newcastle United       | Bramall Lane       | 5 de diciembre | 19:30 |
| Arsenal           | 1 - 2 | Brighton & Hove Albion | Emirates Stadium   | 5 de diciembre | 20:15 |

| Everton                | 3 - 1 | Chelsea           | Goodison Park             | 7 de diciembre | 12:30 |
| Bournemouth            | 0 - 3 | Liverpool         | Vitality Stadium          | 7 de diciembre | 15:00 |
| Tottenham Hotspur      | 5 - 0 | Burnley           | Tottenham Hotspur Stadium | 7 de diciembre | 15:00 |
| Watford                | 0 - 0 | Crystal Palace    | Vicarage Road             | 7 de diciembre | 15:00 |
| Manchester City        | 1 - 2 | Manchester United | Etihad Stadium            | 7 de diciembre | 17:30 |
| Aston Villa            | 1 - 4 | Leicester City    | Villa Park                | 8 de diciembre | 14:00 |
| Newcastle United       | 2 - 1 | Southampton       | St James' Park            | 8 de diciembre | 14:00 |
| Norwich City           | 1 - 2 | Sheffield United  | Carrow Road               | 8 de diciembre | 14:00 |
| Brighton & Hove Albion | 2 - 2 | Wolverhampton     | Amex Stadium              | 8 de diciembre | 16:30 |
| West Ham United        | 1 - 3 | Arsenal           | London Stadium            | 9 de diciembre | 20:00 |

| Liverpool         | 2 - 0 | Watford                | Anfield            | 14 de diciembre | 12:30 |
| Burnley           | 1 - 0 | Newcastle United       | Turf Moor          | 14 de diciembre | 15:00 |
| Chelsea           | 0 - 1 | Bournemouth            | Stamford Bridge    | 14 de diciembre | 15:00 |
| Leicester City    | 1 - 1 | Norwich City           | King Power Stadium | 14 de diciembre | 15:00 |
| Sheffield United  | 2 - 0 | Aston Villa            | Bramall Lane       | 14 de diciembre | 15:00 |
| Southampton       | 0 - 1 | West Ham United        | St Mary's Stadium  | 14 de diciembre | 17:30 |
| Manchester United | 1 - 1 | Everton                | Old Trafford       | 15 de diciembre | 14:00 |
| Wolverhampton     | 1 - 2 | Tottenham Hotspur      | Molineux Stadium   | 15 de diciembre | 14:00 |
| Arsenal           | 0 - 3 | Manchester City        | Emirates Stadium   | 15 de diciembre | 16:30 |
| Crystal Palace    | 1 - 1 | Brighton & Hove Albion | Selhurst Park      | 16 de diciembre | 20:00 |

| Everton                | 0 - 0 | Arsenal           | Goodison Park             | 21 de diciembre | 12:30 |
| Aston Villa            | 1 - 3 | Southampton       | Villa Park                | 21 de diciembre | 14:00 |
| Bournemouth            | 0 - 1 | Burnley           | Vitality Stadium          | 21 de diciembre | 14:00 |
| Brighton & Hove Albion | 0 - 1 | Sheffield United  | Amex Stadium              | 21 de diciembre | 14:00 |
| Newcastle United       | 1 - 0 | Crystal Palace    | St James' Park            | 21 de diciembre | 14:00 |
| Norwich City           | 1 - 2 | Wolverhampton     | Carrow Road               | 21 de diciembre | 14:00 |
| Manchester City        | 3 - 1 | Leicester City    | Etihad Stadium            | 21 de diciembre | 17:30 |
| Watford                | 2 - 0 | Manchester United | Vicarage Road             | 22 de diciembre | 14:00 |
| Tottenham Hotspur      | 0 - 2 | Chelsea           | Tottenham Hotspur Stadium | 22 de diciembre | 16:30 |
| West Ham United        | 0 - 2 | Liverpool         | London Stadium            | 29 de enero     | 19:45 |

| Tottenham Hotspur | 2 - 1 | Brighton & Hove Albion | Tottenham Hotspur Stadium | 26 de diciembre | 12:30 |
| Aston Villa       | 1 - 0 | Norwich City           | Villa Park                | 26 de diciembre | 15:00 |
| Bournemouth       | 1 - 1 | Arsenal                | Vitality Stadium          | 26 de diciembre | 15:00 |
| Chelsea           | 0 - 2 | Southampton            | Stamford Bridge           | 26 de diciembre | 15:00 |
| Crystal Palace    | 2 - 1 | West Ham United        | Selhurst Park             | 26 de diciembre | 15:00 |
| Everton           | 1 - 0 | Burnley                | Goodison Park             | 26 de diciembre | 15:00 |
| Sheffield United  | 1 - 1 | Watford                | Bramall Lane              | 26 de diciembre | 15:00 |
| Manchester United | 4 - 1 | Newcastle United       | Old Trafford              | 26 de diciembre | 17:30 |
| Leicester City    | 0 - 4 | Liverpool              | King Power Stadium        | 26 de diciembre | 20:00 |
| Wolverhampton     | 3 - 2 | Manchester City        | Molineux Stadium          | 27 de diciembre | 19:45 |

### Segunda vuelta
| Brighton & Hove Albion | 2 - 0 | Bournemouth       | Amex Stadium      | 28 de diciembre | 12:30 |
| Newcastle United       | 1 - 2 | Everton           | St James' Park    | 28 de diciembre | 15:00 |
| Southampton            | 1 - 1 | Crystal Palace    | St Mary's Stadium | 28 de diciembre | 15:00 |
| Watford                | 3 - 0 | Aston Villa       | Vicarage Road     | 28 de diciembre | 15:00 |
| Norwich City           | 2 - 2 | Tottenham Hotspur | Carrow Road       | 28 de diciembre | 17:30 |
| West Ham United        | 1 - 2 | Leicester City    | London Stadium    | 28 de diciembre | 17:30 |
| Burnley                | 0 - 2 | Manchester United | Turf Moor         | 28 de diciembre | 19:45 |
| Arsenal                | 1 - 2 | Chelsea           | Emirates Stadium  | 29 de diciembre | 14:00 |
| Liverpool              | 1 - 0 | Wolverhampton     | Anfield           | 29 de diciembre | 16:30 |
| Manchester City        | 2 - 0 | Sheffield United  | Etihad Stadium    | 29 de diciembre | 18:00 |

| Brighton & Hove Albion | 1 - 1 | Chelsea           | Amex Stadium      | 1 de enero | 12:30 |
| Burnley                | 1 - 2 | Aston Villa       | Turf Moor         | 1 de enero | 12:30 |
| Newcastle United       | 0 - 3 | Leicester City    | St James' Park    | 1 de enero | 15:00 |
| Southampton            | 1 - 0 | Tottenham Hotspur | St Mary's Stadium | 1 de enero | 15:00 |
| Watford                | 2 - 1 | Wolverhampton     | Vicarage Road     | 1 de enero | 15:00 |
| Manchester City        | 2 - 1 | Everton           | Etihad Stadium    | 1 de enero | 17:30 |
| Norwich City           | 1 - 1 | Crystal Palace    | Carrow Road       | 1 de enero | 17:30 |
| West Ham United        | 4 - 0 | Bournemouth       | London Stadium    | 1 de enero | 17:30 |
| Arsenal                | 2 - 0 | Manchester United | Emirates Stadium  | 1 de enero | 20:00 |
| Liverpool              | 2 - 0 | Sheffield United  | Anfield           | 2 de enero | 20:00 |

| Sheffield United  | 1 - 0 | West Ham United        | Bramall Lane              | 10 de enero | 20:00 |
| Crystal Palace    | 1 - 1 | Arsenal                | Selhurst Park             | 11 de enero | 12:30 |
| Chelsea           | 3 - 0 | Burnley                | Stamford Bridge           | 11 de enero | 15:00 |
| Everton           | 1 - 0 | Brighton & Hove Albion | Goodison Park             | 11 de enero | 15:00 |
| Leicester City    | 1 - 2 | Southampton            | King Power Stadium        | 11 de enero | 15:00 |
| Manchester United | 4 - 0 | Norwich City           | Old Trafford              | 11 de enero | 15:00 |
| Wolverhampton     | 1 - 1 | Newcastle United       | Molineux Stadium          | 11 de enero | 15:00 |
| Tottenham Hotspur | 0 - 1 | Liverpool              | Tottenham Hotspur Stadium | 11 de enero | 17:30 |
| Bournemouth       | 0 - 3 | Watford                | Vitality Stadium          | 12 de enero | 14:00 |
| Aston Villa       | 1 - 6 | Manchester City        | Villa Park                | 12 de enero | 16:30 |

| Watford                | 0 - 0 | Tottenham Hostpur | Vicarage Road     | 18 de enero | 12:30 |
| Arsenal                | 1 - 1 | Sheffield United  | Emirates Stadium  | 18 de enero | 15:00 |
| Brighton & Hove Albion | 1 - 1 | Aston Villa       | Amex Stadium      | 18 de enero | 15:00 |
| Manchester City        | 2 - 2 | Crystal Palace    | Etihad Stadium    | 18 de enero | 15:00 |
| Norwich City           | 1 - 0 | Bournemouth       | Carrow Road       | 18 de enero | 15:00 |
| Southampton            | 2 - 3 | Wolverhampton     | St Mary's Stadium | 18 de enero | 15:00 |
| West Ham United        | 1 - 1 | Everton           | London Stadium    | 18 de enero | 15:00 |
| Newcastle United       | 1 - 0 | Chelsea           | St James' Park    | 18 de enero | 17:30 |
| Burnley                | 2 - 1 | Leicester City    | Turf Moor         | 19 de enero | 14:00 |
| Liverpool              | 2 - 0 | Manchester United | Anfield           | 19 de enero | 16:30 |

| Bournemouth       | 3 - 1 | Brighton & Hove Albion | Vitality Stadium          | 21 de enero | 19:30 |
| Aston Villa       | 2 - 1 | Watford                | Villa Park                | 21 de enero | 19:30 |
| Crystal Palace    | 0 - 2 | Southampton            | Selhurst Park             | 21 de enero | 19:30 |
| Everton           | 2 - 2 | Newcastle United       | Goodison Park             | 21 de enero | 19:30 |
| Sheffield United  | 0 - 1 | Manchester City        | Bramall Lane              | 21 de enero | 19:30 |
| Chelsea           | 2 - 2 | Arsenal                | Stamford Bridge           | 21 de enero | 20:15 |
| Leicester City    | 2 - 0 | West Ham United        | King Power Stadium        | 22 de enero | 19:30 |
| Tottenham Hostpur | 1 - 0 | Norwich City           | Tottenham Hotspur Stadium | 22 de enero | 19:30 |
| Manchester United | 0 - 2 | Burnley                | Old Trafford              | 22 de enero | 20:15 |
| Wolverhampton     | 1 - 2 | Liverpool              | Molineux Stadium          | 23 de enero | 20:00 |

| Leicester City    | 2 - 2 | Chelsea                | King Power Stadium        | 1 de febrero | 12:30 |
| Bournemouth       | 2 - 1 | Aston Villa            | Vitality Stadium          | 1 de febrero | 15:00 |
| Crystal Palace    | 0 - 1 | Sheffield United       | Selhurst Park             | 1 de febrero | 15:00 |
| Liverpool         | 4 - 0 | Southampton            | Anfield                   | 1 de febrero | 15:00 |
| Newcastle United  | 0 - 0 | Norwich City           | St James' Park            | 1 de febrero | 15:00 |
| Watford           | 2 - 3 | Everton                | Vicarage Road             | 1 de febrero | 15:00 |
| West Ham United   | 3 - 3 | Brighton & Hove Albion | London Stadium            | 1 de febrero | 15:00 |
| Manchester United | 0 - 0 | Wolverhampton          | Old Trafford              | 1 de febrero | 17:30 |
| Burnley           | 0 - 0 | Arsenal                | Turf Moor                 | 2 de febrero | 14:00 |
| Tottenham Hostpur | 2 - 0 | Manchester City        | Tottenham Hotspur Stadium | 2 de febrero | 16:30 |

| Everton                | 3 - 1 | Crystal Palace    | Goodison Park     | 8 de febrero  | 12:30 |
| Brighton & Hove Albion | 1 - 1 | Watford           | Amex Stadium      | 8 de febrero  | 17:30 |
| Sheffield United       | 2 - 1 | Bournemouth       | Bramall Lane      | 9 de febrero  | 14:00 |
| Wolverhampton          | 0 - 0 | Leicester City    | Molineux Stadium  | 14 de febrero | 20:00 |
| Southampton            | 1 - 2 | Burnley           | St Mary's Stadium | 15 de febrero | 12:30 |
| Norwich City           | 0 - 1 | Liverpool         | Carrow Road       | 15 de febrero | 17:30 |
| Aston Villa            | 2 - 3 | Tottenham Hostpur | Villa Park        | 16 de febrero | 14:00 |
| Arsenal                | 4 - 0 | Newcastle United  | Emirates Stadium  | 16 de febrero | 16:30 |
| Chelsea                | 0 - 2 | Manchester United | Stamford Bridge   | 17 de febrero | 20:00 |
| Manchester City        | 2 - 0 | West Ham United   | Etihad Stadium    | 19 de febrero | 19:30 |

| Chelsea           | 2 - 1 | Tottenham Hostpur      | Stamford Bridge    | 22 de febrero | 12:30 |
| Burnley           | 3 - 0 | Bournemouth            | Turf Moor          | 22 de febrero | 15:00 |
| Crystal Palace    | 1 - 0 | Newcastle United       | Selhurst Park      | 22 de febrero | 15:00 |
| Sheffield United  | 1 - 1 | Brighton & Hove Albion | Bramall Lane       | 22 de febrero | 15:00 |
| Southampton       | 2 - 0 | Aston Villa            | St Mary's Stadium  | 22 de febrero | 15:00 |
| Leicester City    | 0 - 1 | Manchester City        | King Power Stadium | 22 de febrero | 17:30 |
| Manchester United | 3 - 0 | Watford                | Old Trafford       | 23 de febrero | 14:00 |
| Wolverhampton     | 3 - 0 | Norwich City           | Molineux Stadium   | 23 de febrero | 14:00 |
| Arsenal           | 3 - 2 | Everton                | Emirates Stadium   | 23 de febrero | 16:30 |
| Liverpool         | 3 - 2 | West Ham United        | Anfield            | 24 de febrero | 20:00 |

| Norwich City           | 1 - 0 | Leicester City    | Carrow Road               | 28 de febrero | 20:00 |
| Brighton & Hove Albion | 0 - 1 | Crystal Palace    | Amex Stadium              | 29 de febrero | 12:30 |
| Bournemouth            | 2 - 2 | Chelsea           | Vitality Stadium          | 29 de febrero | 15:00 |
| Newcastle United       | 0 - 0 | Burnley           | St James' Park            | 29 de febrero | 15:00 |
| West Ham United        | 3 - 1 | Southampton       | London Stadium            | 29 de febrero | 15:00 |
| Watford                | 3 - 0 | Liverpool         | Vicarage Road             | 29 de febrero | 17:30 |
| Everton                | 1 - 1 | Manchester United | Goodison Park             | 1 de marzo    | 14:00 |
| Tottenham Hostpur      | 2 - 3 | Wolverhampton     | Tottenham Hotspur Stadium | 1 de marzo    | 14:00 |
| Aston Villa            | 0 - 0 | Sheffield United  | Villa Park                | 17 de junio   | 18:00 |
| Manchester City        | 3 - 0 | Arsenal           | Etihad Stadium            | 17 de junio   | 20:15 |

| Liverpool         | 2 - 1 | Bournemouth            | Anfield            | 7 de marzo | 12:30 |
| Arsenal           | 1 - 0 | West Ham United        | Emirates Stadium   | 7 de marzo | 15:00 |
| Crystal Palace    | 1 - 0 | Watford                | Selhurst Park      | 7 de marzo | 15:00 |
| Sheffield United  | 1 - 0 | Norwich City           | Bramall Lane       | 7 de marzo | 15:00 |
| Southampton       | 0 - 1 | Newcastle United       | St Mary's Stadium  | 7 de marzo | 15:00 |
| Wolverhampton     | 0 - 0 | Brighton & Hove Albion | Molineux Stadium   | 7 de marzo | 15:00 |
| Burnley           | 1 - 1 | Tottenham Hostpur      | Turf Moor          | 7 de marzo | 17:30 |
| Chelsea           | 4 - 0 | Everton                | Stamford Bridge    | 8 de marzo | 14:00 |
| Manchester United | 2 - 0 | Manchester City        | Old Trafford       | 8 de marzo | 16:30 |
| Leicester City    | 4 - 0 | Aston Villa            | King Power Stadium | 9 de marzo | 20:00 |

| Norwich City           | 0 - 3 | Southampton       | Carrow Road               | 19 de junio | 18:00 |
| Tottenham Hotspur      | 1 - 1 | Manchester United | Tottenham Hotspur Stadium | 19 de junio | 20:15 |
| Watford                | 1 - 1 | Leicester City    | Vicarage Road             | 20 de junio | 12:30 |
| Brighton & Hove Albion | 2 - 1 | Arsenal           | Amex Stadium              | 20 de junio | 15:00 |
| West Ham United        | 0 - 2 | Wolverhampton     | London Stadium            | 20 de junio | 17:30 |
| Bournemouth            | 0 - 2 | Crystal Palace    | Vitality Stadium          | 20 de junio | 19:45 |
| Newcastle United       | 3 - 0 | Sheffield United  | St James' Park            | 21 de junio | 14:00 |
| Aston Villa            | 1 - 2 | Chelsea           | Villa Park                | 21 de junio | 16:15 |
| Everton                | 0 - 0 | Liverpool         | Goodison Park             | 21 de junio | 19:00 |
| Manchester City        | 5 - 0 | Burnley           | Etihad Stadium            | 22 de junio | 20:00 |

| Leicester City    | 0 - 0 | Brighton & Hove Albion | King Power Stadium        | 23 de junio | 18:00 |
| Tottenham Hotspur | 2 - 0 | West Ham United        | Tottenham Hotspur Stadium | 23 de junio | 20:15 |
| Manchester United | 3 - 0 | Sheffield United       | Old Trafford              | 24 de junio | 18:00 |
| Newcastle United  | 1 - 1 | Aston Villa            | St James' Park            | 24 de junio | 18:00 |
| Norwich City      | 0 - 1 | Everton                | Carrow Road               | 24 de junio | 18:00 |
| Wolverhampton     | 1 - 0 | Bournemouth            | Molineux Stadium          | 24 de junio | 18:00 |
| Liverpool (C)     | 4 - 0 | Crystal Palace         | Anfield                   | 24 de junio | 20:15 |
| Burnley           | 1 - 0 | Watford                | Turf Moor                 | 25 de junio | 18:00 |
| Southampton       | 0 - 2 | Arsenal                | St Mary's Stadium         | 25 de junio | 18:00 |
| Chelsea           | 2 - 1 | Manchester City        | Stamford Bridge           | 25 de junio | 20:15 |

| Aston Villa            | 0 - 1 | Wolverhampton     | Villa Park       | 27 de junio | 12:30 |
| Watford                | 1 - 3 | Southampton       | Vicarage Road    | 28 de junio | 16:30 |
| Crystal Palace         | 0 - 1 | Burnley           | Selhurst Park    | 29 de junio | 20:00 |
| Brighton & Hove Albion | 0 - 3 | Manchester United | Amex Stadium     | 30 de junio | 20:15 |
| Arsenal                | 4 - 0 | Norwich City      | Emirates Stadium | 1 de julio  | 18:00 |
| Bournemouth            | 1 - 4 | Newcastle United  | Vitality Stadium | 1 de julio  | 18:00 |
| Everton                | 2 - 1 | Leicester City    | Goodison Park    | 1 de julio  | 18:00 |
| West Ham United        | 3 - 2 | Chelsea           | London Stadium   | 1 de julio  | 20:15 |
| Sheffield United       | 3 - 1 | Tottenham Hotspur | Bramall Lane     | 2 de julio  | 18:00 |
| Manchester City        | 4 - 0 | Liverpool         | Etihad Stadium   | 2 de julio  | 20:15 |

| Norwich City      | 0 - 1 | Brighton & Hove Albion | Carrow Road               | 4 de julio | 12:30 |
| Leicester City    | 3 - 0 | Crystal Palace         | King Power Stadium        | 4 de julio | 15:00 |
| Manchester United | 5 - 2 | Bournemouth            | Old Trafford              | 4 de julio | 15:00 |
| Wolverhampton     | 0 - 2 | Arsenal                | Molineux Stadium          | 4 de julio | 17:30 |
| Chelsea           | 3 - 0 | Watford                | Stamford Bridge           | 4 de julio | 20:00 |
| Burnley           | 1 - 1 | Sheffield United       | Bramall Lane              | 5 de julio | 12:00 |
| Newcastle United  | 2 - 2 | West Ham United        | St James' Park            | 5 de julio | 14:15 |
| Liverpool         | 2 - 0 | Aston Villa            | Anfield                   | 5 de julio | 16:30 |
| Southampton       | 1 - 0 | Manchester City        | St Mary's Stadium         | 5 de julio | 19:00 |
| Tottenham Hotspur | 1 - 0 | Everton                | Tottenham Hotspur Stadium | 6 de julio | 20:00 |

| Crystal Palace         | 2 - 3 | Chelsea           | Selhurst Park    | 7 de julio | 18:00 |
| Watford                | 2 - 1 | Norwich City      | Vicarage Road    | 7 de julio | 18:00 |
| Arsenal                | 1 - 1 | Leicester City    | Emirates Stadium | 7 de julio | 20:15 |
| Manchester City        | 5 - 0 | Newcastle United  | Etihad Stadium   | 8 de julio | 18:00 |
| Sheffield United       | 1 - 0 | Wolverhampton     | Bramall Lane     | 8 de julio | 18:00 |
| West Ham United        | 0 - 1 | Burnley           | London Stadium   | 8 de julio | 18:00 |
| Brighton & Hove Albion | 1 - 3 | Liverpool         | Amex Stadium     | 8 de julio | 20:15 |
| Bournemouth            | 0 - 0 | Tottenham Hotspur | Vitality Stadium | 9 de julio | 18:00 |
| Everton                | 1 - 1 | Southampton       | Goodison Park    | 9 de julio | 18:00 |
| Aston Villa            | 0 - 3 | Manchester United | Villa Park       | 9 de julio | 20:15 |

| Norwich City (R)       | 0 - 4 | West Ham United  | Carrow Road               | 11 de julio | 12:30 |
| Watford                | 2 - 1 | Newcastle United | Vicarage Road             | 11 de julio | 12:30 |
| Liverpool              | 1 - 1 | Burnley          | Anfield                   | 11 de julio | 15:00 |
| Sheffield United       | 3 - 0 | Chelsea          | Bramall Lane              | 11 de julio | 17:30 |
| Brighton & Hove Albion | 0 - 5 | Manchester City  | Amex Stadium              | 11 de julio | 20:00 |
| Wolverhampton          | 3 - 0 | Everton          | Molineux Stadium          | 12 de julio | 12:00 |
| Aston Villa            | 2 - 0 | Crystal Palace   | Villa Park                | 12 de julio | 15:15 |
| Tottenham Hotspur      | 2 - 1 | Arsenal          | Tottenham Hotspur Stadium | 12 de julio | 17:30 |
| Bournemouth            | 4 - 1 | Leicester City   | Vitality Stadium          | 12 de julio | 19:00 |
| Manchester United      | 2 - 2 | Southampton      | Old Trafford              | 13 de julio | 20:00 |

| Chelsea          | 1 - 0 | Norwich City           | Stamford Bridge    | 14 de julio | 20:15 |
| Burnley          | 1 - 1 | Wolverhampton          | Turf Moor          | 15 de julio | 18:00 |
| Manchester City  | 2 - 1 | Bournemouth            | Etihad Stadium     | 15 de julio | 18:00 |
| Newcastle United | 1 - 3 | Tottenham Hotspur      | St James' Park     | 15 de julio | 18:00 |
| Arsenal          | 2 - 1 | Liverpool              | Emirates Stadium   | 15 de julio | 20:15 |
| Everton          | 1 - 1 | Aston Villa            | Goodison Park      | 16 de julio | 18:00 |
| Leicester City   | 2 - 0 | Sheffield United       | King Power Stadium | 16 de julio | 18:00 |
| Crystal Palace   | 0 - 2 | Manchester United      | Selhurst Park      | 16 de julio | 20:15 |
| Southampton      | 1 - 1 | Brighton & Hove Albion | St Mary's Stadium  | 16 de julio | 20:15 |
| West Ham United  | 3 - 1 | Watford                | London Stadium     | 17 de julio | 20:00 |

| Norwich City           | 0 - 2 | Burnley          | Carrow Road               | 18 de julio | 18:30 |
| Bournemouth            | 0 - 2 | Southampton      | Vitality Stadium          | 19 de julio | 14:00 |
| Tottenham Hotspur      | 3 - 0 | Leicester City   | Tottenham Hotspur Stadium | 19 de julio | 16:00 |
| Brighton & Hove Albion | 0 - 0 | Newcastle United | Amex Stadium              | 20 de julio | 18:00 |
| Sheffield United       | 0 - 1 | Everton          | Bramall Lane              | 20 de julio | 18:00 |
| Wolverhampton          | 2 - 0 | Crystal Palace   | Molineux Stadium          | 20 de julio | 20:15 |
| Watford                | 0 - 4 | Manchester City  | Vicarage Road             | 21 de julio | 18:00 |
| Aston Villa            | 1 - 0 | Arsenal          | Villa Park                | 21 de julio | 20:15 |
| Manchester United      | 1 - 1 | West Ham United  | Old Trafford              | 22 de julio | 18:00 |
| Liverpool              | 5 - 3 | Chelsea          | Anfield                   | 22 de julio | 20:15 |

| Arsenal          | 3 - 2 | Watford (R)            | Emirates Stadium   | 26 de julio | 16:00 |
| Burnley          | 1 - 2 | Brighton & Hove Albion | Turf Moor          | 26 de julio | 16:00 |
| Chelsea          | 2 - 0 | Wolverhampton          | Stamford Bridge    | 26 de julio | 16:00 |
| Crystal Palace   | 1 - 1 | Tottenham Hotspur      | Selhurst Park      | 26 de julio | 16:00 |
| Everton          | 1 - 3 | Bournemouth (R)        | Goodison Park      | 26 de julio | 16:00 |
| Leicester City   | 0 - 2 | Manchester United      | King Power Stadium | 26 de julio | 16:00 |
| Manchester City  | 5 - 0 | Norwich City           | Etihad Stadium     | 26 de julio | 16:00 |
| Newcastle United | 1 - 3 | Liverpool              | St James' Park     | 26 de julio | 16:00 |
| Southampton      | 3 - 1 | Sheffield United       | St Mary's Stadium  | 26 de julio | 16:00 |
| West Ham United  | 1 - 1 | Aston Villa            | London Stadium     | 26 de julio | 16:00 |

|                                                                                               |
|                                                                                               |
| Campeón Liverpool Football Club 19.° título de Primera División 1.er título de Premier League |

### Tabla de resultados cruzados
| Local \ Visitante      | ARS | AST | BOU | BRI | BUR | CHE | CRY | EVE | LEI | LIV | MAC | MAU | NEW | NOR | SHE | SOU | TOT | WAT | WES | WOL |
| ---------------------- | --- | --- | --- | --- | --- | --- | --- | --- | --- | --- | --- | --- | --- | --- | --- | --- | --- | --- | --- | --- |
| Arsenal                | —   | 3–2 | 1–0 | 1–2 | 2–1 | 1–2 | 2–2 | 3–2 | 1–1 | 2–1 | 0–3 | 2–0 | 4–0 | 4–0 | 1–1 | 2–2 | 2–2 | 3–2 | 1–0 | 1–1 |
| Aston Villa            | 1–0 | —   | 1–2 | 2–1 | 2–2 | 1–2 | 2–0 | 2–0 | 1–4 | 1–2 | 1–6 | 0–3 | 2–0 | 1–0 | 0–0 | 1–3 | 2–3 | 2–1 | 0–0 | 0–1 |
| Bournemouth            | 1–1 | 2–1 | —   | 3–1 | 0–1 | 2–2 | 0–2 | 3–1 | 4–1 | 0–3 | 1–3 | 1–0 | 1–4 | 0–0 | 1–1 | 0–2 | 0–0 | 0–3 | 2–2 | 1–2 |
| Brighton & Hove Albion | 2–1 | 1–1 | 2–0 | —   | 1–1 | 1–1 | 0–1 | 3–2 | 0–2 | 1–3 | 0–5 | 0–3 | 0–0 | 2–0 | 0–1 | 0–2 | 3–0 | 1–1 | 1–1 | 2–2 |
| Burnley                | 0–0 | 1–2 | 3–0 | 1–2 | —   | 2–4 | 0–2 | 1–0 | 2–1 | 0–3 | 1–4 | 0–2 | 1–0 | 2–0 | 1–1 | 3–0 | 1–1 | 1–0 | 2–0 | 1–1 |
| Chelsea                | 2–2 | 1–0 | 0–1 | 2–0 | 3–0 | —   | 2–0 | 4–0 | 1–1 | 1–2 | 2–1 | 0–2 | 1–0 | 1–0 | 2–2 | 0–2 | 2–1 | 3–0 | 0–1 | 2–0 |
| Crystal Palace         | 1–1 | 1–0 | 1–0 | 1–1 | 0–1 | 2–3 | —   | 0–0 | 0–2 | 1–2 | 0–2 | 0–2 | 1–0 | 2–0 | 0–1 | 0–2 | 1–1 | 1–0 | 2–1 | 1–1 |
| Everton                | 0–0 | 1–1 | 1–3 | 1–0 | 1–0 | 3–1 | 3–1 | —   | 2–1 | 0–0 | 1–3 | 1–1 | 2–2 | 0–2 | 0–2 | 1–1 | 1–1 | 1–0 | 2–0 | 3–2 |
| Leicester City         | 2–0 | 4–0 | 3–1 | 0–0 | 2–1 | 2–2 | 3–0 | 2–1 | —   | 0–4 | 0–1 | 0–2 | 5–0 | 1–1 | 2–0 | 1–2 | 2–1 | 2–0 | 4–1 | 0–0 |
| Liverpool              | 3–1 | 2–0 | 2–1 | 2–1 | 1–1 | 5–3 | 4–0 | 5–2 | 2–1 | —   | 3–1 | 2–0 | 3–1 | 4–1 | 2–0 | 4–0 | 2–1 | 2–0 | 3–2 | 1–0 |
| Manchester City        | 3–0 | 3–0 | 2–1 | 4–0 | 5–0 | 2–1 | 2–2 | 2–1 | 3–1 | 4–0 | —   | 1–2 | 5–0 | 5–0 | 2–0 | 2–1 | 2–2 | 8–0 | 2–0 | 0–2 |
| Manchester United      | 1–1 | 2–2 | 5–2 | 3–1 | 0–2 | 4–0 | 1–2 | 1–1 | 1–0 | 1–1 | 2–0 | —   | 4–1 | 4–0 | 3–0 | 2–2 | 2–1 | 3–0 | 1–1 | 0–0 |
| Newcastle United       | 0–1 | 1–1 | 2–1 | 0–0 | 0–0 | 1–0 | 1–0 | 1–2 | 0–3 | 1–3 | 2–2 | 1–0 | —   | 0–0 | 3–0 | 2–1 | 1–3 | 1–1 | 2–2 | 1–1 |
| Norwich City           | 2–2 | 1–5 | 1–0 | 0–1 | 0–2 | 2–3 | 1–1 | 0–1 | 1–0 | 0–1 | 3–2 | 1–3 | 3–1 | —   | 1–2 | 0–3 | 2–2 | 0–2 | 0–4 | 1–2 |
| Sheffield United       | 1–0 | 2–0 | 2–1 | 1–1 | 3–0 | 3–0 | 1–0 | 0–1 | 1–2 | 0–1 | 0–1 | 3–3 | 0–2 | 1–0 | —   | 0–1 | 3–1 | 1–1 | 1–0 | 1–0 |
| Southampton            | 0–2 | 2–0 | 1–3 | 1–1 | 1–2 | 1–4 | 1–1 | 1–2 | 0–9 | 1–2 | 1–0 | 1–1 | 0–1 | 2–1 | 3–1 | —   | 1–0 | 2–1 | 0–1 | 2–3 |
| Tottenham Hotspur      | 2–1 | 3–1 | 3–2 | 2–1 | 5–0 | 0–2 | 4–0 | 1–0 | 3–0 | 0–1 | 2–0 | 1–1 | 0–1 | 2–1 | 1–1 | 2–1 | —   | 1–1 | 2–0 | 2–3 |
| Watford                | 2–2 | 3–0 | 0–0 | 0–3 | 0–3 | 1–2 | 0–0 | 2–3 | 1–1 | 3–0 | 0–4 | 2–0 | 2–1 | 2–1 | 0–0 | 1–3 | 0–0 | —   | 1–3 | 2–1 |
| West Ham United        | 1–3 | 1–1 | 4–0 | 3–3 | 0–1 | 3–2 | 1–2 | 1–1 | 1–2 | 0–2 | 0–5 | 2–0 | 2–3 | 2–0 | 1–1 | 3–1 | 2–3 | 3–1 | —   | 0–2 |
| Wolverhampton          | 0–2 | 2–1 | 1–0 | 0–0 | 1–1 | 2–5 | 2–0 | 3–0 | 0–0 | 1–2 | 3–2 | 1–1 | 1–1 | 3–0 | 1–1 | 1–1 | 1–2 | 2–0 | 2–0 | —   |

## Datos y estadísticas

### Récords
- Primer gol de la temporada: Anotado por Grant Hanley, en propia puerta, para el Liverpool contra el Norwich City (9 de agosto de 2019).
- Último gol de la temporada: Anotado por Jesse Lingard, para el Manchester United contra el Leicester City (26 de julio de 2020).
- Gol más rápido: Anotado a los 47 segundos por Harry Kane en el Liverpool 2 - 1 Tottenham Hotspur (27 de octubre de 2019).
- Gol más cercano al final del encuentro: Anotado a los 90+8 minutos por Jesse Lingard en el Leicester City 0 - 2 Manchester United (26 de julio de 2020).
- Mayor número de goles marcados en un partido: 9 goles, en el Southampton (0 - 9) Leicester City. (25 de octubre de 2019)
- Partido con más espectadores: 73.737, en el Manchester United vs. Liverpool (20 de octubre de 2019)
- Partido con menos espectadores (antes de la pandemia de COVID-19): 10.020, en el Bournemouth vs. Burnley (21 de diciembre de 2019)
- Mayor victoria local: Manchester City (8 - 0) Watford. (21 de septiembre de 2019)
- Mayor victoria visitante: Southampton (0 - 9) Leicester City. (25 de octubre de 2019)

| Jugador                   | G. | Part. | Prom. | Min. | M/G | Club              |
| ------------------------- | -- | ----- | ----- | ---- | --- | ----------------- |
| Jamie Vardy               | 23 | 35    | 0.66  | 3034 | 132 | Leicester City    |
| Pierre-Emerick Aubameyang | 22 | 36    | 0.61  | 3138 | 143 | Arsenal           |
| Danny Ings                | 22 | 38    | 0.58  | 2812 | 128 | Southampton       |
| Raheem Sterling           | 20 | 33    | 0.61  | 2660 | 133 | Manchester City   |
| Mohamed Salah             | 19 | 34    | 0.56  | 2884 | 152 | Liverpool         |
| Harry Kane                | 18 | 29    | 0.62  | 2589 | 144 | Tottenham         |
| Sadio Mané                | 18 | 35    | 0.51  | 2753 | 153 | Liverpool         |
| Marcus Rashford           | 17 | 31    | 0.55  | 2653 | 156 | Manchester United |
| Anthony Martial           | 17 | 32    | 0.53  | 2638 | 155 | Manchester United |
| Raúl Jiménez              | 17 | 38    | 0.45  | 3244 | 191 | Wolverhampton     |

| Datos actualizados a 26 de julio de 2020 según la página oficial de la competición. |

| Jugador                | A. | Part. | Prom. | Min. | M/G | Club            |
| ---------------------- | -- | ----- | ----- | ---- | --- | --------------- |
| Kevin De Bruyne        | 20 | 35    | 0.57  | 2798 | 140 | Manchester City |
| Trent Alexander-Arnold | 13 | 38    | 0.34  | 3176 | 244 | Liverpool       |
| Andrew Robertson       | 12 | 36    | 0.31  | 3113 | 283 | Liverpool       |
| Mohamed Salah          | 10 | 34    | 0.29  | 2884 | 288 | Liverpool       |
| David Silva            | 10 | 27    | 0.37  | 1832 | 183 | Manchester City |
| Heung-min Son          | 10 | 30    | 0.33  | 2486 | 249 | Tottenham       |
| Riyad Mahrez           | 9  | 33    | 0.27  | 1940 | 216 | Manchester City |
| Adama Traoré           | 9  | 37    | 0.24  | 2606 | 290 | Wolverhampton   |
| Harvey Barnes          | 8  | 36    | 0.22  | 2090 | 261 | Leicester City  |
| Roberto Firmino        | 8  | 38    | 0.18  | 3001 | 429 | Liverpool       |

| Datos actualizados a 26 de julio de 2020 según la página oficial de la competición. |

### Autogoles
| Fecha      | Jugador                 | Minuto       | Local                  | Resultado | Visitante              | Jornada    |
| ---------- | ----------------------- | ------------ | ---------------------- | --------- | ---------------------- | ---------- |
| 9/8/2019   | Grant Hanley            | 1 - 0, 7'    | Liverpool              | 4 – 1     | Norwich City           | Jornada 1  |
| 10/8/2019  | Abdoulaye Doucouré      | 0 - 1, 28'   | Watford                | 0 – 3     | Brighton & Hove Albion | Jornada 1  |
| 31/8/2019  | Chris Wood              | 0 - 1, 33'   | Burnley                | 0 – 3     | Liverpool              | Jornada 4  |
| 31/8/2019  | Kurt Zouma              | 2 - 2, 89'   | Chelsea                | 2 – 2     | Sheffield United       | Jornada 4  |
| 14/9/2019  | Patrick van Aanholt     | 2 - 0, 21'   | Tottenham              | 4 – 0     | Crystal Palace         | Jornada 5  |
| 14/9/2019  | Tammy Abraham           | 1 - 4, 69'   | Wolverhampton          | 2 – 5     | Chelsea                | Jornada 5  |
| 21/9/2019  | Yerry Mina              | 0 - 1, 40'   | Everton                | 0 – 2     | Sheffield United       | Jornada 6  |
| 22/9/2019  | Leander Dendoncker      | 1 - 0, 46'   | Crystal Palace         | 1 – 1     | Wolverhampton          | Jornada 6  |
| 28/9/2019  | Daryl Janmaat           | 2 - 0, 61'   | Wolverhampton          | 2 – 0     | Watford                | Jornada 7  |
| 29/9/2019  | Paul Dummett            | 3 - 0, 57'   | Leicester City         | 5 – 0     | Newcastle United       | Jornada 7  |
| 26/10/2019 | Adam Webster            | 1 - 1, 20'   | Brighton & Hove Albion | 3 – 2     | Everton                | Jornada 10 |
| 26/10/2019 | Lucas Digne             | 3 - 2, 90+4' | Brighton & Hove Albion | 3 – 2     | Everton                | Jornada 10 |
| 9/11/2019  | Roberto Jiménez         | 3 - 0, 54'   | Burnley                | 3 – 0     | West Ham United        | Jornada 12 |
| 1/12/2019  | Tom Heaton              | 1 - 1, 42'   | Manchester United      | 2 – 2     | Aston Villa            | Jornada 14 |
| 14/12/2019 | Tim Krul                | 1 - 1, 38'   | Leicester City         | 1 – 1     | Norwich City           | Jornada 17 |
| 15/12/2019 | Victor Lindelöf         | 0 - 1, 36'   | Manchester United      | 1 – 1     | Everton                | Jornada 17 |
| 28/12/2019 | Serge Aurier            | 2 - 1, 61'   | Norwich City           | 2 – 2     | Tottenham              | Jornada 20 |
| 18/1/2020  | Fernandinho             | 2 - 2, 90'   | Manchester City        | 2 – 2     | Crystal Palace         | Jornada 23 |
| 21/1/2020  | Pascal Groß             | 2 - 0, 41'   | Bournemouth            | 3 – 1     | Brighton & Hove Albion | Jornada 24 |
| 1/2/2020   | Vicente Guaita          | 0 - 1, 58'   | Crystal Palace         | 0 – 1     | Sheffield United       | Jornada 25 |
| 1/2/2020   | Angelo Ogbonna          | 2 - 1, 47'   | West Ham United        | 3 – 3     | Brighton & Hove Albion | Jornada 25 |
| 8/2/2020   | Adrian Mariappa         | 1 - 1, 78'   | Brighton & Hove Albion | 1 – 1     | Watford                | Jornada 26 |
| 16/2/2020  | Toby Alderweireld       | 1 - 0, 9'    | Aston Villa            | 2 – 3     | Tottenham              | Jornada 26 |
| 22/2/2020  | Antonio Rüdiger         | 2 - 1, 89'   | Chelsea                | 2 – 1     | Tottenham              | Jornada 27 |
| 23/6/2020  | Tomáš Souček            | 1 - 0, 64'   | Tottenham              | 2 – 0     | West Ham United        | Jornada 31 |
| 28/6/2020  | Jan Bednarek            | 1 - 2, 79'   | Watford                | 1 – 3     | Southampton            | Jornada 32 |
| 2/7/2020   | Alex Oxlade-Chamberlain | 4 - 0, 66'   | Manchester City        | 4 – 0     | Liverpool              | Jornada 32 |
| 6/7/2020   | Michael Keane           | 1 - 0, 24'   | Tottenham              | 1 – 0     | Everton                | Jornada 33 |
| 8/7/2020   | Federico Fernández      | 3 - 0, 58'   | Manchester City        | 5 – 0     | Newcastle United       | Jornada 34 |
| 18/7/2020  | Ben Godfrey             | 0 - 2, 80'   | Norwich City           | 0 – 2     | Burnley                | Jornada 37 |
| 19/7/2020  | James Justin            | 1 - 0, 6'    | Tottenham Hotspur      | 3 – 0     | Leicester City         | Jornada 37 |

### Mejor portero
| Jugador           | Club                   | P.I. | Part. | Prom. | G.E. | G.P.  | Par. | %Par. |
| ----------------- | ---------------------- | ---- | ----- | ----- | ---- | ----- | ---- | ----- |
| Ederson Moraes    | Manchester City        | 16   | 35    | 45.7% | 28   | 0.8   | 68   | 70.8% |
| Nick Pope         | Burnley                | 15   | 38    | 39.5% | 50   | 1.316 | 120  | 70.6% |
| David de Gea      | Manchester United      | 13   | 38    | 34.2% | 36   | 0.947 | 96   | 72.7% |
| Rui Patrício      | Wolverhampton          | 13   | 38    | 34.2% | 40   | 1.053 | 91   | 69.5% |
| Dean Henderson    | Sheffield United       | 13   | 36    | 36.1% | 33   | 0.917 | 97   | 74.6% |
| Alisson Becker    | Liverpool              | 13   | 29    | 44.8% | 23   | 0.793 | 58   | 71.6% |
| Kasper Schmeichel | Leicester City         | 13   | 38    | 34.2% | 41   | 1.079 | 96   | 70.1% |
| Martin Dúbravka   | Newcastle United       | 11   | 38    | 28.9% | 58   | 1.526 | 140  | 70.7% |
| Vicente Guaita    | Crystal Palace         | 10   | 35    | 28.6% | 42   | 1.2   | 110  | 72.4% |
| Ben Foster        | Watford                | 9    | 38    | 23.7% | 64   | 1.684 | 117  | 64.6% |
| Jordan Pickford   | Everton                | 9    | 38    | 23.7% | 56   | 1.474 | 94   | 62.7% |
| Mat Ryan          | Brighton & Hove Albion | 9    | 38    | 23.7% | 54   | 1.421 | 117  | 68.4% |

| Datos actualizados a 26 de julio de 2020 según la página oficial de la competición. |

### Hat-tricks o pókers
Aquí se encuentra la lista de hat-tricks y póker de goles (en general, tres o más goles marcados por un jugador en un mismo encuentro) conseguidos en la temporada.
| Fecha      | Jugador           | Goles             | Local                  | Resultado | Visitante        | Jornada    |
| ---------- | ----------------- | ----------------- | ---------------------- | --------- | ---------------- | ---------- |
| 10/8/2019  | Raheem Sterling   | 25' 35' 75'       | West Ham United        | 0 - 5     | Manchester City  | Jornada 1  |
| 17/8/2019  | Teemu Pukki       | 32' 63' 75'       | Norwich City           | 3 - 1     | Newcastle United | Jornada 2  |
| 14/9/2019  | Tammy Abraham     | 34' 41' 55'       | Wolverhampton          | 2 - 5     | Chelsea          | Jornada 5  |
| 21/9/2019  | Bernardo Silva    | 15' 48' 60'       | Manchester City        | 8 - 0     | Watford          | Jornada 6  |
| 25/10/2019 | Ayoze Pérez       | 19' 39' 57'       | Southampton            | 0 - 9     | Leicester City   | Jornada 10 |
| 25/10/2019 | Jamie Vardy       | 45' 58' 90+4'     | Southampton            | 0 - 9     | Leicester City   | Jornada 10 |
| 26/10/2019 | Christian Pulisic | 21' 45' 56'       | Burnley                | 2 - 4     | Chelsea          | Jornada 10 |
| 12/1/2020  | Sergio Agüero     | 21' 45' 56'       | Aston Villa            | 1 - 6     | Manchester City  | Jornada 22 |
| 24/6/2020  | Anthony Martial   | 7' 44' 74'        | Manchester United      | 3 - 0     | Sheffield United | Jornada 31 |
| 11/7/2020  | Michail Antonio   | 11' 45+1' 54' 74' | Norwich City           | 0 - 4     | West Ham United  | Jornada 35 |
| 11/7/2020  | Raheem Sterling   | 21' 53' 81'       | Brighton & Hove Albion | 0 - 5     | Manchester City  | Jornada 35 |

## Premios

### Premios mensuales
Fuente: premierleague.com
| Mes        | Entrenador del mes  | Entrenador del mes | Jugador del mes           | Jugador del mes   | Gol del mes         | Gol del mes            | Ref.                    |
| Mes        | Técnico             | Equipo             | Jugador                   | Equipo            | Jugador             | Equipo                 | Ref.                    |
| ---------- | ------------------- | ------------------ | ------------------------- | ----------------- | ------------------- | ---------------------- | ----------------------- |
| Agosto     | Jürgen Klopp        | Liverpool          | Teemu Pukki               | Norwich City      | Harvey Barnes       | Leicester City         | [ 78 ] [ 79 ] [ 80 ]    |
| Septiembre | Jürgen Klopp        | Liverpool          | Pierre-Emerick Aubameyang | Arsenal           | Moussa Djenepo      | Southampton            | [ 81 ] [ 82 ] [ 83 ]    |
| Octubre    | Frank Lampard       | Chelsea            | Jamie Vardy               | Leicester City    | Matty Longstaff     | Newcastle United       | [ 84 ] [ 85 ] [ 86 ]    |
| Noviembre  | Jürgen Klopp        | Liverpool          | Sadio Mané                | Liverpool         | Kevin De Bruyne     | Manchester City        | [ 87 ] [ 88 ] [ 89 ]    |
| Diciembre  | Jürgen Klopp        | Liverpool          | Trent Alexander-Arnold    | Liverpool         | Son Heung-min       | Tottenham Hotspur      | [ 90 ] [ 91 ] [ 92 ]    |
| Enero      | Jürgen Klopp        | Liverpool          | Sergio Agüero             | Manchester City   | Alizeza Jahanbakhsh | Brighton & Hove Albion | [ 93 ] [ 94 ] [ 95 ]    |
| Febrero    | Sean Dyche          | Burnley            | Bruno Fernandes           | Manchester United | Matěj Vydra         | Burnley                | [ 96 ] [ 97 ] [ 98 ]    |
| Junio      | Nuno Espírito Santo | Wolverhampton      | Bruno Fernandes           | Manchester United | Bruno Fernandes     | Manchester United      | [ 99 ] [ 100 ] [ 101 ]  |
| Julio      | Ralph Hasenhüttl    | Southampton        | Michail Antonio           | West Ham United   | Kevin De Bruyne     | Manchester City        | [ 102 ] [ 103 ] [ 104 ] |

### Premios de la temporada
Fuente: premierleague.com
| Premio                     | Premiado               | Equipo            | Ref.    |
| -------------------------- | ---------------------- | ----------------- | ------- |
| Player of the Season       | Kevin De Bruyne        | Manchester City   | [ 105 ] |
| Goal of the Season         | Son Heung-Min          | Tottenham Hotspur | [ 106 ] |
| Manager of the Season      | Jürgen Klopp           | Liverpool         | [ 107 ] |
| Young Player of the Season | Trent Alexander-Arnold | Liverpool         | [ 108 ] |
| Golden Boot                | Jamie Vardy            | Leicester City    | [ 109 ] |
| Golden Glove               | Ederson                | Manchester City   | [ 110 ] |
| Playmaker                  | Kevin De Bruyne        | Manchester City   | [ 111 ] |

## Fichajes

### Fichajes más caros del mercado de verano
| Jugador           | Club de destino   | Club de origen      | Precio (€) | Ref.    |
| ----------------- | ----------------- | ------------------- | ---------- | ------- |
| Harry Maguire     | Manchester United | Leicester City      | 88.000.000 | [ 112 ] |
| Nicolas Pépé      | Arsenal           | Lille OSC           | 80.000.000 | [ 113 ] |
| Rodrigo           | Manchester City   | Atlético de Madrid  | 70.000.000 | [ 114 ] |
| João Cancelo      | Manchester City   | Juventus            | 65.000.000 | [ 115 ] |
| Tanguy NDombele   | Tottenham Hotspur | Olympique de Lyon   | 60.000.000 | [ 116 ] |
| Aaron Wan-Bissaka | Manchester United | Crystal Palace      | 55.000.000 | [ 117 ] |
| Youri Tielemans   | Leicester City    | Mónaco              | 45.000.000 | [ 118 ] |
| Mateo Kovačić     | Chelsea           | Real Madrid         | 45.000.000 | [ 119 ] |
| Joelinton         | Newcastle United  | TSG 1899 Hoffenheim | 44.000.000 | [ 120 ] |
| Sébastien Haller  | West Ham United   | Eintracht Frankfurt | 40.000.000 | [ 121 ] |

| Datos actualizados a 8 de agosto de 2019. Fuentes: |

### Fichajes más caros del mercado de invierno
| Jugador          | Club de destino        | Club de origen     | Precio (€) | Ref.    |
| ---------------- | ---------------------- | ------------------ | ---------- | ------- |
| Bruno Fernandes  | Manchester United      | Sporting de Lisboa | 55.000.000 | [ 122 ] |
| Steven Bergwijn  | Tottenham Hotspur      | PSV Eindhoven      | 30.000.000 | [ 123 ] |
| Sander Berge     | Sheffield United       | KRC Genk           | 21.500.000 | [ 124 ] |
| Jarrod Bowen     | West Ham United        | Hull City          | 21.300.000 | [ 125 ] |
| Daniel Podence   | Wolverhampton          | Olympiacos         | 19.600.000 | [ 126 ] |
| Mbwana Samatta   | Aston Villa            | KRC Genk           | 10.500.000 | [ 127 ] |
| Josh Brownhill   | Burnley                | Bristol City       | 10.000.000 | [ 128 ] |
| Takumi Minamino  | Liverpool              | Red Bull Salzburgo | 8.500.000  | [ 129 ] |
| Ignacio Pussetto | Watford                | Udinese Calcio     | 8.000.000  | [ 130 ] |
| Aaron Mooy       | Brighton & Hove Albion | Huddersfield Town  | 6.000.000  | [ 131 ] |

| Datos actualizados a 1 de febrero de 2020. Fuentes: |